# Дружба (пещера, Крым)
Дружба — пещера вертикального типа на Караби-Яйле в Крыму. Протяжённость — 500 м, глубина — 270 м, площадь — 260 кв. м., объём — 2600 м³, категория сложности — 3А.
Вход (0,5 х 0,3 м) находится в небольшой воронке, в восточной части массива, около сухого озера Эгиз-Тинах. Шахта образует в плане сложную спираль и состоит из каскада колодцев глубиной 25-40 г. Имеет несколько боковых тупиковых ответвлений. Заканчивается узкой щелью.
Заложена в верхнеюрских известняках вдоль тектонического нарушения. С глубины 70 м слабый источник, с 200—210 м — периодический водоток. Много глыбовых навалов, есть натеки (мелкие сталактиты, коралиты).
Обнаружена спелеологами г. Феодосия в 1974 году и снята в 1975 году (рук. С. С. Пикулькин). В дальнейшем неоднократно исследовалась спелеологами Феодосии, Одессы (Ю. Ковалишин) и Симферополя (С. Кузнецов). План и разрез составлен спелеологами Симферополя.

## Ресурсы Интернета
- Перечень классифицированных пещер